# Hugo Stuven Casasnovas
Hugo Stuven Casasnovas (Madrid, 20 d'agost de 1978) també conegut com a Hugo Stuven és un director de cinema, guionista, escriptor, músic i actor espanyol.

## Biografia
Fill del realitzador de televisió hispanoxilè Hugo Stuven Cangas (1940-2021) i de la model María Jesús Casasnovas, des de petit es va interessar pel món audiovisual. "De criatura li robava la Handycam al meu pare i gravava als meus gos. Després vaig estudiar Imatge i so però vaig començar en el gremi com a actor. Encara que us primers treballs van ser com a actor en sèries de televisió, en 1995-1997 a Médico de familia i el 1998 a Al salir de clase va acabar desenvolupant la seva carrera com a director i guionista de cinema i documentals. El 1998 va dirigir el seu primer curt "El sótano" amb actors de la sèrie en la que treballava aleshores en l'equip de dirección, Compañeros, entre ells Antonio Hortelano, Lara de Miguel, Manuel Feijóo o Carlos Castel. A més de treballar en publicitat ha treballat com a auxiliar de direcció a Crimen ferpecto (2004) o a Alatriste (2006).
El 2010 amb la seva primera novel·la, El faro de las lágrimas perdidas, (2011) va ser finalista del Premi Minotauro.
El mateix any va començar a escriure el guió del seu primer llargmetratge, Anomalous amb David Zurdo i Fernando Acevedo que va poder començar a rodar en 2014, als 36 anys. Aquest thriller policíac, protagonitzat pels actors Lluís Homar, Christy Escobar, Edgar Fox i Julio Perillán va ser rodat a Barcelona i Nova York i estrenat en 2016.
El 2012 presenta el documental Tío Jess sobre Jesús Franco i el seu rodatge de la pel·lícula "Al Pereira vs. The Alligator Ladies".
El 2018 va estrenar el seu segon llargmetratge, Solo protagonitzat per Alain Hernández i Aura Garrido. S'hi narra la història ficcionada d'un surfista que va caure per un penya-segat i es va trobar a si mateix a la vora de la mort.
El juny de 2020 va presentar l'àlbum Loop, deu temes a piano, un instrument que toca de manera autodidacta des de petit. Va ser la primera vegada que presenta un treball musical encara que ha participat en la composició de la banda sonora d'alguns dels seus curts.
A l'octubre de 2020 es va estrenar la sèrie documental de nou episodis «El desafío: ETA” per Amazon inspirat en el llibre Historia de un desafío: cinco décadas de lucha sin cuartel de la Guardia Civil contra ETA, de Manuel Sánchez Corbí i Manuela Simón.

## Filmografia
- El sótano (1998) curt – direcció
- Hijo de melancolía (2001) curt – direcció
- Stad By (2005) curt[14]
- Te mato (2010) curt
- Tío Jess (2012) documental co-direcció i coguionista ambn Víctor Matellano
- Wax (2014) guió
- Anomalous (2016) llargmetratge
- Solo (2018) llargmetratge – direcció i coguionista amb Santiago lallana
- El desafío: ETA (2020) mini sèrie documental – direcció
- Seve (2021) Pel·lícula documental per Amazon – direcció
- La Leyenda Blanca (2021) mini sèrie documental per Amazon, 6 cap. - direcció
- Ángel Nieto: el hombre que venció al tiempo (2022), pel·lícula documental per a Amazon – direcció

## Actor
- Al salir de clase (1998)
- Médico de familia (1995 - 1997)

## Publicacions
- El faro de las lágrimas perdidas. Ediciones Atlantis. ISBN 978-84-15228-74-5[15] Finalista del Premi Minotauro en 2010.[16]
- Anomalous coautor amb David Zurdo. (2019) Ediciones Palabras de agua. ISBN 978-8494999857

## Discografia
- Loop (2020)